# امپریال-انلو (پنسیلوانیا)
امپریال-انلو (به انگلیسی: Imperial-Enlow) یک منطقهٔ مسکونی در ایالات متحده آمریکا است که در شهرستان الگینی، پنسیلوانیا واقع شده‌است. امپریال-انلو ۳٬۵۱۴ نفر جمعیت دارد.